# HMAS Brisbane (DDG 41)
Pour les autres navires du même nom, voir HMAS Brisbane.
Le HMAS Brisbane (DDG 41), nommé d'après la ville de Brisbane, dans le Queensland, est le second navire des destroyers lance-missiles de la classe Hobart utilisés par la marine royale australienne (RAN).

## Construction
Le navire est construit au chantier naval d'ASC à Osborne, en Australie-Méridionale, à partir de modules fabriqués par ASC, BAE Systems Australia (Victoria) et Forgacs Group (Nouvelle-Galles du Sud). Sa quille est posée le 3 février 2014 et son lancement a lieu le 15 décembre 2016.
Le Brisbane commence ses essais en mer en novembre 2017, avant d'être remis à la marine australienne le 27 juillet 2018.

## Historique

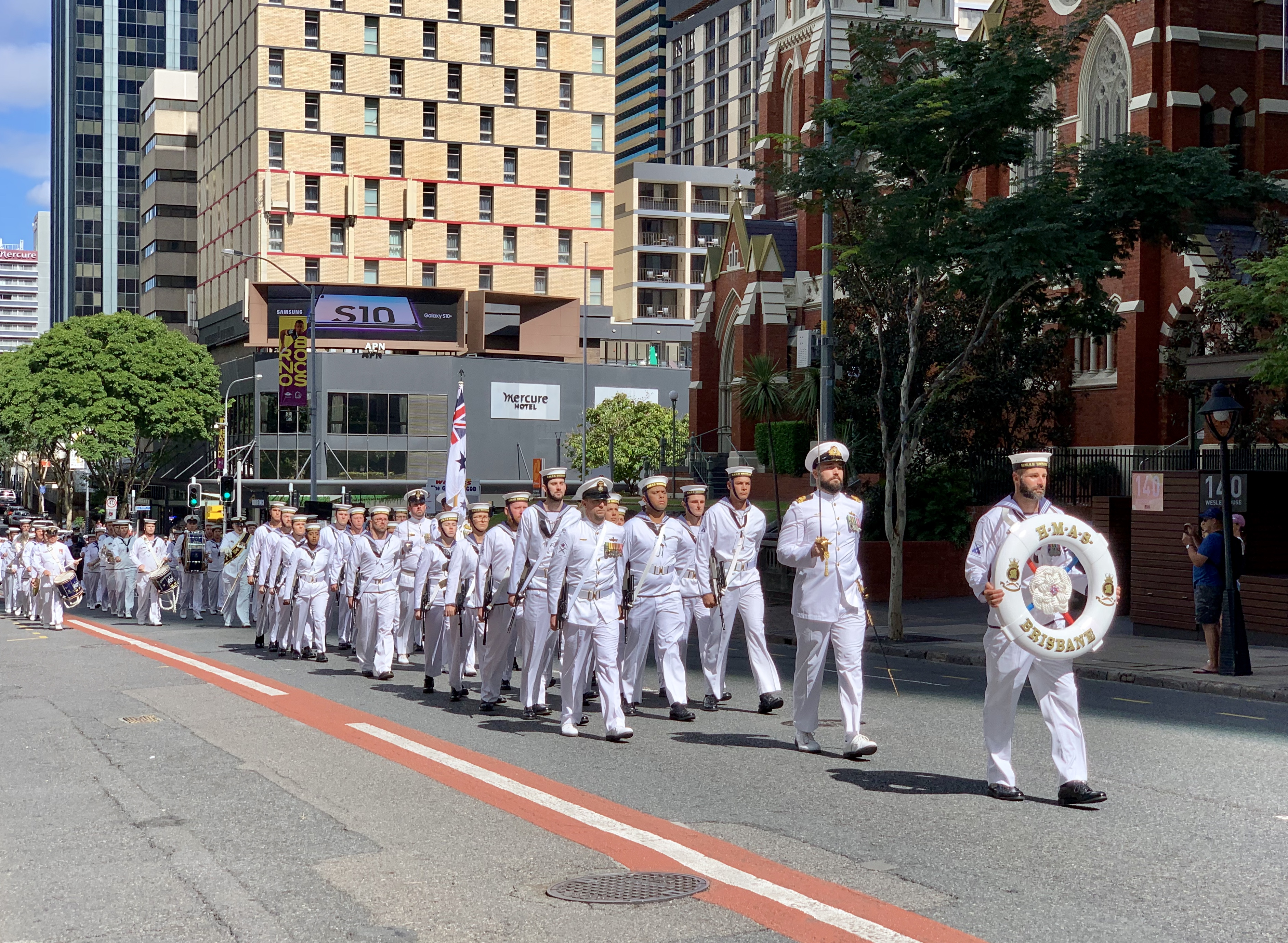
Membres de l'équipage du Brisbane défilant dans le quartier central des affaires de Brisbane en avril 2019.

Le Brisbane est mis en service le 27 octobre 2018, et achève ses essais d’armement en mars 2019. Le 6 avril 2019, son équipage organise une parade du Droit de Cité dans le quartier central des affaires de Brisbane. En septembre 2019, le navire est déployé aux États-Unis pour utiliser les zones d'entraînement de la marine américaine au large du sud de la Californie afin de tester ses systèmes de combat.
En octobre 2021, un MH-60R Seahawk opérant depuis le Brisbane effectue un atterrissage d'urgence dans la mer des Philippines peu après son décollage lors d’un exercice. L’équipage a été secouru. Un avion de transport de la RAAF a acheminé un hélicoptère Seahawk de remplacement au Japon, le Brisbane ayant accosté à Yokosuka pour l’embarquer.
En décembre 2023, l'île Willis — abritant une station météorologique — est sur la trajectoire du cyclone Jasper (en). Le Brisbane est détourné pour évacuer les quatre membres du BOM en mission sur l'île.
Le 3 décembre 2024, le Brisbane devient le premier navire de la marine australienne à avoir tiré avec succès un missile de croisière Tomahawk, faisant de l’Australie le troisième pays, après les États-Unis et le Royaume-Uni, à détenir cette capacité,.
En 2025, le Brisbane est rattaché au 25e groupe aéronaval britannique pour son déploiement dans la zone indopacifique. Ce groupe participe également à l'exercice « Talisman Sabre » en juillet 2025 au large des côtes du Queensland.